# Jost Dülffer

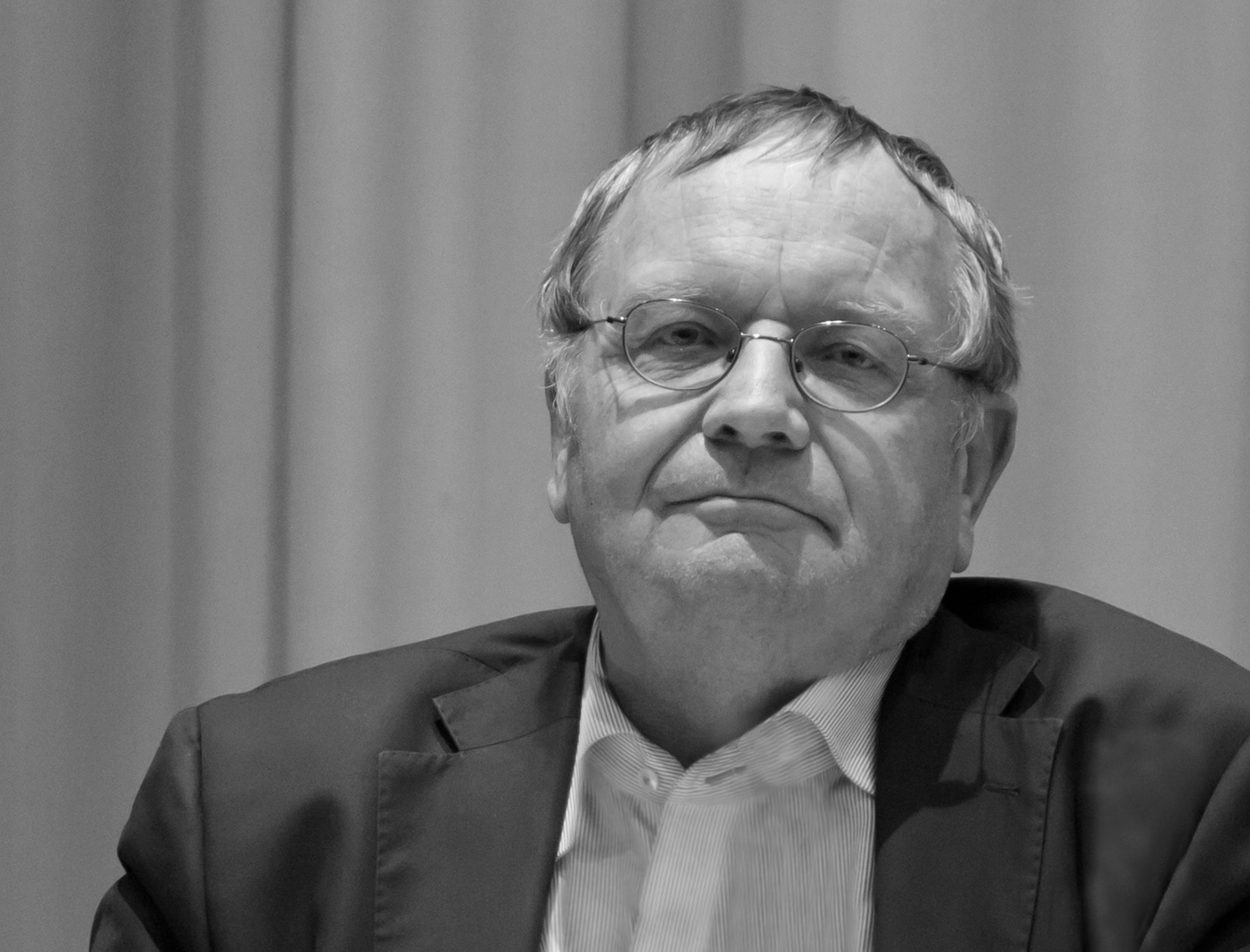
Jost Dülffer (2015)

Jost Dülffer (* 24. Februar 1943 in Siegen/Westfalen) ist ein deutscher Historiker. Er ist emeritierter Professor für Neuere Geschichte an der Universität zu Köln mit dem Forschungsschwerpunkt Internationale Beziehungen.

## Werdegang
Jost Dülffer wurde als Sohn des Textilkaufmanns Kurt Dülffer und seiner Frau Luise, geb. Behaghel, im westfälischen Siegen geboren. Nach dem Abitur an der Stormarnschule in Ahrensburg im Februar 1961 und dem Wehrdienst studierte Dülffer seit 1962 Geschichte, Latein, Politische Wissenschaften und Soziologie an der Universität Hamburg und wechselte 1964 an die Albert-Ludwigs-Universität Freiburg, wo Gottfried Schramm und Andreas Hillgruber zu seinen wichtigsten akademischen Lehrern wurden. Im Frühjahr 1969 legte Dülffer in den Fächern Geschichte und Latein das Staatsexamen ab und wurde im Februar 1972 mit einer von Hillgruber betreuten Arbeit über Reichspolitik und Flottenbau 1920 bis 1939 promoviert. 1979 habilitierte sich Dülffer an der Universität zu Köln mit einer Studie über Die Haager Friedenskonferenzen von 1899 und 1907 in der internationalen Politik. Von 1972 bis 1982 war er wissenschaftlicher Assistent am Lehrstuhl von Andreas Hillgruber und war von 1982 bis 2008 Professor für Neuere Geschichte (Schwerpunkt internationale Geschichte/Historische Friedens- und Konfliktforschung) an der Universität zu Köln. Zu seinen akademischen Schülern gehören u. a. Jochen Böhler, Andreas Hilger, Ulrich S. Soénius und Guido Thiemeyer.
Zeitweise nahm er auch einen Lehrauftrag an der RWTH Aachen wahr beziehungsweise vertrat einen Lehrstuhl an der Ludwig-Maximilians-Universität München. 2005/2006 war er Konrad Adenauer Visiting Professor am BMW Center for German and European Studies, School for Foreign Service, Georgetown University, Washington D. C. (USA).
Seit Februar 2011 ist er Mitglied der Unabhängigen Historikerkommission zur Erforschung der Geschichte des Bundesnachrichtendienstes, seiner Vorläuferorganisationen sowie seines Personal- und Wirkungsprofils von 1945 bis 1968 und des Umgangs mit dieser Vergangenheit. Siehe hierzu seinen über 1968 weiterführenden Bericht über das Leben von Walter Rauff.

## Schriften (Auswahl)
Monografien
- Weimar, Hitler und die Marine. Reichspolitik und Flottenbau 1920–1939. Mit einem Anhang von Jürgen Rohwer. Droste, Düsseldorf 1973, ISBN 3-7700-0320-9 (Zugl.: Freiburg (Breisgau), Univ., Diss., 1972).
- mit Jochen Thies und Josef Henke: Hitlers Städte. Baupolitik im Dritten Reich. Eine Dokumentation. Böhlau, Köln u. a. 1978, ISBN 3-412-03477-0.
- Regeln gegen den Krieg? Die Haager Friedenskonferenzen 1899 und 1907 in der internationalen Politik. Ullstein, Berlin 1981, ISBN 3-550-07942-7 (Zugl.: Köln, Univ., Habil.-Schr., 1979).
- mit Hans-Otto Mühleisen und Vera Torunsky: Inseln als Brennpunkte internationaler Politik. Konfliktbewältigung im Wandel des internationalen Systems 1890–1984: Kreta, Korfu, Zypern (= Bibliothek Wissenschaft und Politik. Band 35). Verlag Wissenschaft und Politik, Köln 1986, ISBN 3-8046-8651-6.
- Deutsche Geschichte 1933–1945. Führerglaube und Vernichtungskrieg. Kohlhammer, Stuttgart u. a. 1992, ISBN 3-17-010323-7 (engl. Ausgabe: Nazi Germany. Faith and Annihilation. London 1996).
- mit Martin Kröger und Rolf-Harald Wippich: Vermiedene Kriege. Deeskalation von Konflikten der Grossmächte zwischen Krimkrieg und Erstem Weltkrieg, 1865–1914. Hrsg. vom Militärgeschichtlichen Forschungsamt. Oldenbourg, München 1997, ISBN 3-486-56276-2.
- Jalta, 4. Februar 1945. Der Zweite Weltkrieg und die Entstehung der bipolaren Welt (= 20 Tage im 20. Jahrhundert). dtv, München 1998, ISBN 3-423-30606-8 (2. Auflage 1999; italienisch, polnisch, chinesisch 2000).
- Im Zeichen der Gewalt. Frieden und Krieg im 19. und 20. Jahrhundert. Hrsg. von Martin Kröger, Ulrich S. Soénius, Stefan Wunsch. Böhlau, Köln 2003, ISBN 3-412-14702-8.
- Europa im Ost-West-Konflikt 1945–1991 (= Oldenbourg Grundriss der Geschichte. Band 18). Oldenbourg, München 2004, ISBN 3-486-49105-9.
- Frieden stiften. Deeskalations- und Friedenspolitik im 20. Jahrhundert. Hrsg. von Marc Frey, Ulrich S. Soénius, Guido Thiemeyer. Böhlau, Köln u. a. 2008, ISBN 978-3-412-20117-3.
- Geheimdienst in der Krise. Der BND in den 1960er-Jahren (= Veröffentlichungen der Unabhängigen Historikerkommission zur Erforschung der Geschichte des Bundesnachrichtendienstes 1945–1968. Band 8). Ch. Links, Berlin 2018, ISBN 978-3-96289-005-6.

Herausgeberschaften
- mit Karl Holl: Bereit zum Krieg. Kriegsmentalität im wilhelminischen Deutschland 1890–1914. Beiträge zur historischen Friedensforschung. Vandenhoeck & Ruprecht, Göttingen 1986, ISBN 3-525-36195-5.
- mit Bernd Martin und Günter Wollstein: Deutschland in Europa. Kontinuität und Bruch. Gedenkschrift für Andreas Hillgruber. Propyläen, Frankfurt am Main u. a. 1990, ISBN 3-549-07654-1.
- Parlamentarische und öffentliche Kontrolle von Rüstung in Deutschland, 1700–1970. Beiträge zur historischen Friedensforschung (= Droste-Taschenbücher Geschichte). Hrsg. vom Militärgeschichtlichen Forschungsamt und dem Arbeitskreis Historische Friedensforschung, Droste. Düsseldorf 1992, ISBN 3-7700-0917-7.
- mit Hans Hübner: Otto von Bismarck. Person – Politik – Mythos. Akademie-Verlag, Berlin 1993, ISBN 3-05-002213-2.
- Köln in den 50er Jahren. Zwischen Tradition und Modernisierung (= Veröffentlichungen des Kölnischen Geschichtsvereins. Band 44). SH-Verlag, Köln 2001, ISBN 3-89498-102-4.
- mit Gerd Krumeich: Der verlorene Frieden. Politik und Kriegskultur nach 1918 (= Schriften der Bibliothek für Zeitgeschichte. N.F. Band 15). Klartext-Verlag, Essen 2002, ISBN 3-89861-075-6.
- mit Robert Frank: Peace, war and gender from antiquity to the present. Cross-cultural perspectives (= Frieden und Krieg. Band 14). Klartext-Verlag, Essen 2009, ISBN 978-3-8375-0214-5.
- mit Margit Szöllösi-Janze: Schlagschatten auf das „braune Köln“. Die NS-Zeit und danach (= Veröffentlichungen des Kölnischen Geschichtsvereins. Band 49). SHV-Verlag, Köln 2010, ISBN 978-3-89498-202-7.
- mit Gottfried Niedhart: Frieden durch Demokratie. Genese, Wirkung und Kritik eines Deutungsmusters (= Frieden und Krieg. Band 15). Klartext, Essen 2011, ISBN 978-3-8375-0401-9.
- mit Wilfried Loth: Dimensionen internationaler Geschichte (= Studien zur internationalen Geschichte. Band 30). Oldenbourg, München 2012, ISBN 978-3-486-71260-5.
- mit Klaus-Dietmar Henke, Wolfgang Krieger, Rolf-Dieter Müller: Veröffentlichungen der Unabhängigen Historikerkommission zur Erforschung der Geschichte des Bundesnachrichtendienstes 1945–1968. Ch. Links, ZDB-ID 2871538-X (monografische Reihe, erscheint unregelmäßig seit 2016).